# Valériya Lazínskaya
Valériya Yúrievna Lazínskaya (en ruso: Валерия Юрьевна Лазинская; Shajtinsk, Kazajistán, 10 de diciembre de 1992) es una deportista rusa que compite en lucha libre.
Ganó dos medallas de bronce en el Campeonato Mundial de Lucha, en los años 2014 y 2017. En los Juegos Europeos de Bakú 2015 obtuvo la medalla de oro en la categoría de 63 kg.

## Palmarés internacional
| Campeonato Mundial | Campeonato Mundial   | Campeonato Mundial | Campeonato Mundial |
| Año                | Lugar                | Medalla            | Categoría          |
| ------------------ | -------------------- | ------------------ | ------------------ |
| 2014               | Taskent (Uzbekistán) | Medalla de bronce  | 63 kg              |
| 2017               | París (Francia)      | Medalla de bronce  | 63 kg              |
| Juegos Europeos    |                      |                    |                    |
| Año                | Lugar                | Medalla            | Categoría          |
| 2015               | Bakú (Azerbaiyán)    | Medalla de oro     | 63 kg              |